# 于倍寿
于倍寿（德語：Hans-Christian Ueberschaer，1936年7月11日—），德国外交官。曾任德国驻中非共和国、南非、中国大使。

## 生平
1999年5月7日发生美国轰炸中国驻南联盟大使馆事件，两人在德国驻华大使馆前举着画板抗议这次袭击。时任德国驻华大使于倍寿邀请两名示威者到大使馆进行了一个半小时的谈话。